# Henry Nicoll
Pour les articles homonymes, voir Nicoll.
Henry Nicoll (né le 17 avril 1908 à Kensington, mort le 4 décembre 1999 dans le comté de Rutland) est une cavalier anglais de saut d'obstacles.

## Carrière
Il remporte la médaille de bronze par équipe en compagnie d'Arthur Carr et Harry Llewellyn aux Jeux olympiques d'été de 1948 à Londres.